# 城見通

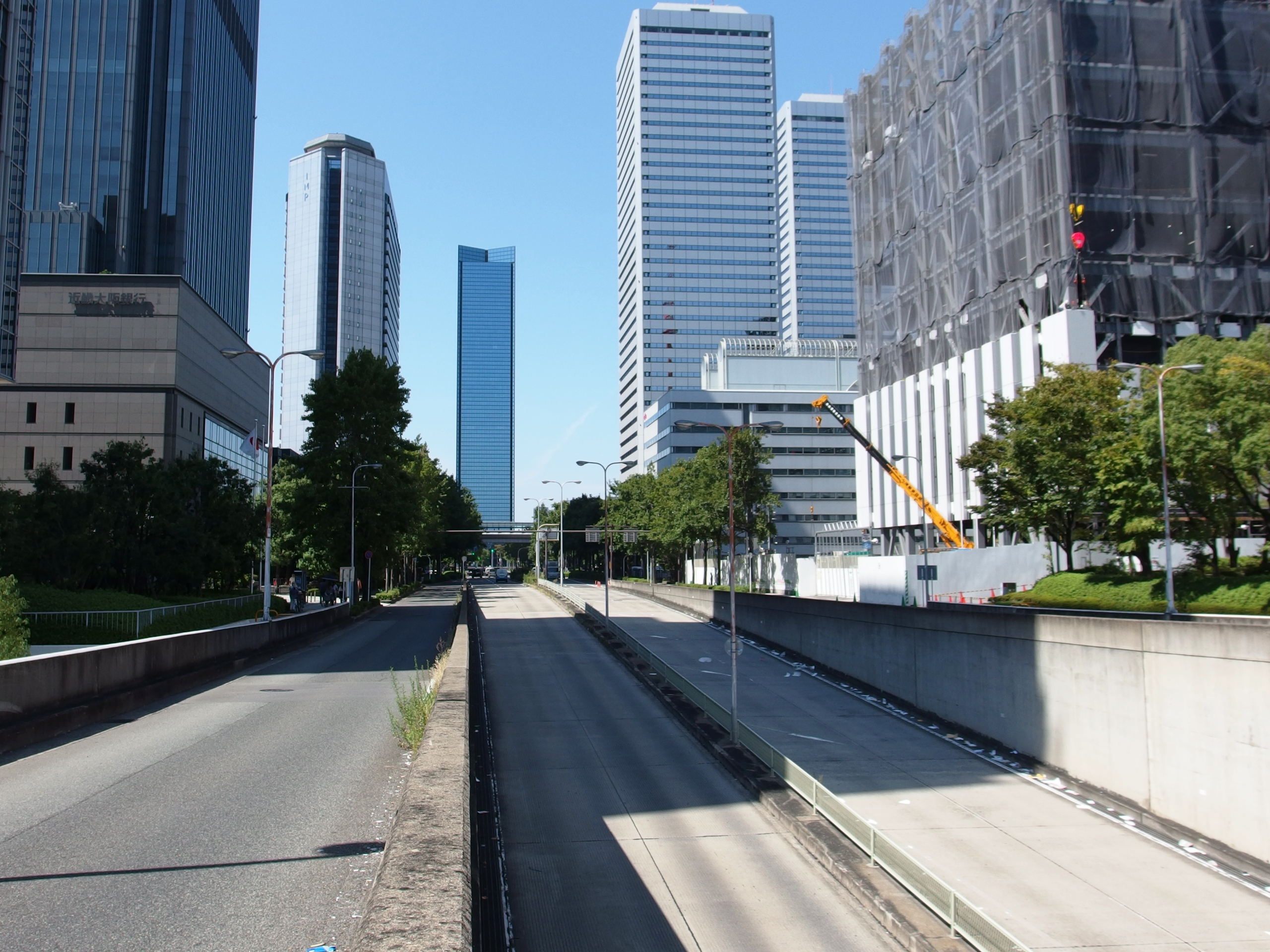
大阪ビジネスパーク付近

城見通（しろみどおり）は、大阪市内を東西に走る幹線道路の愛称である。

## 概要
区間は、大阪市都島区の片町交差点から城東区の鴫野東2交差点までの全長約1.9kmで、大阪市道片町徳庵線の西半分および大阪府道168号石切大阪線の一部（重複）で形成される。中央区の区間では大阪ビジネスパークを縦貫している。中央区と城東区の区境には大阪環状線をくぐるアンダーパスがある。なお以前は東側区間で片町線とは立体交差しておらず、行き止まり状態であった。
全区間で大阪シティバス46号系統（天満橋 - 片町 - 鴫野東2丁目 - 焼野）が運行している。

## 沿線情報
都島区
- 藤田美術館
- 太閤園
- 大阪城北詰駅 - JR東西線
- 片町橋 - 寝屋川

中央区
- 大阪ビジネスパーク (OBP)
  - TWIN21
  - 松下IMPビル
  - ホテルニューオータニ大阪
  - 讀賣テレビ放送
  - 大阪ビジネスパーク駅 - Osaka Metro長堀鶴見緑地線
- 大阪城公園
  - 大阪城ホール

城東区
- 鴫野駅 - JR東西線、Osaka Metro今里筋線

## 交差する道路

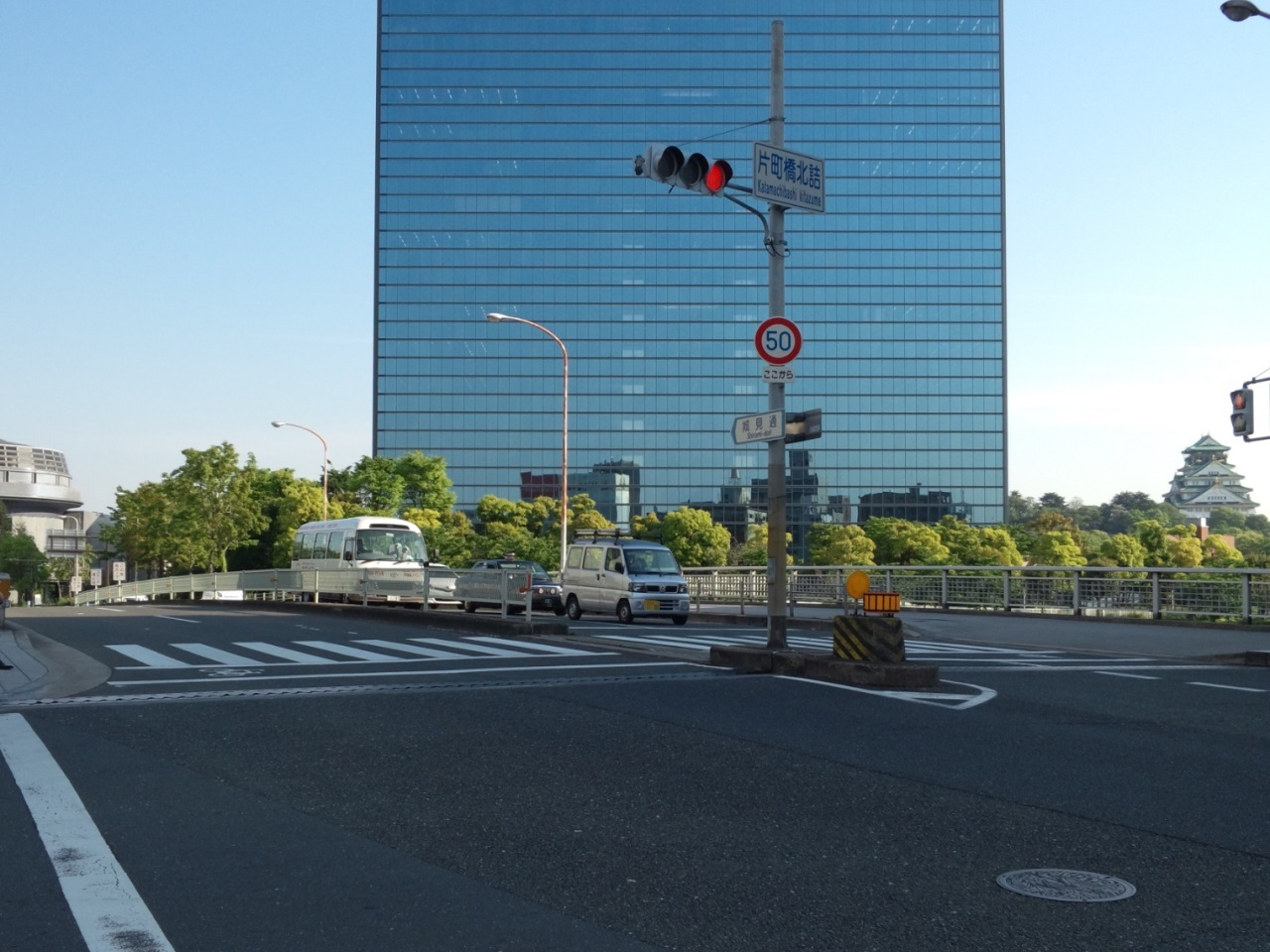
片町橋北詰交差点

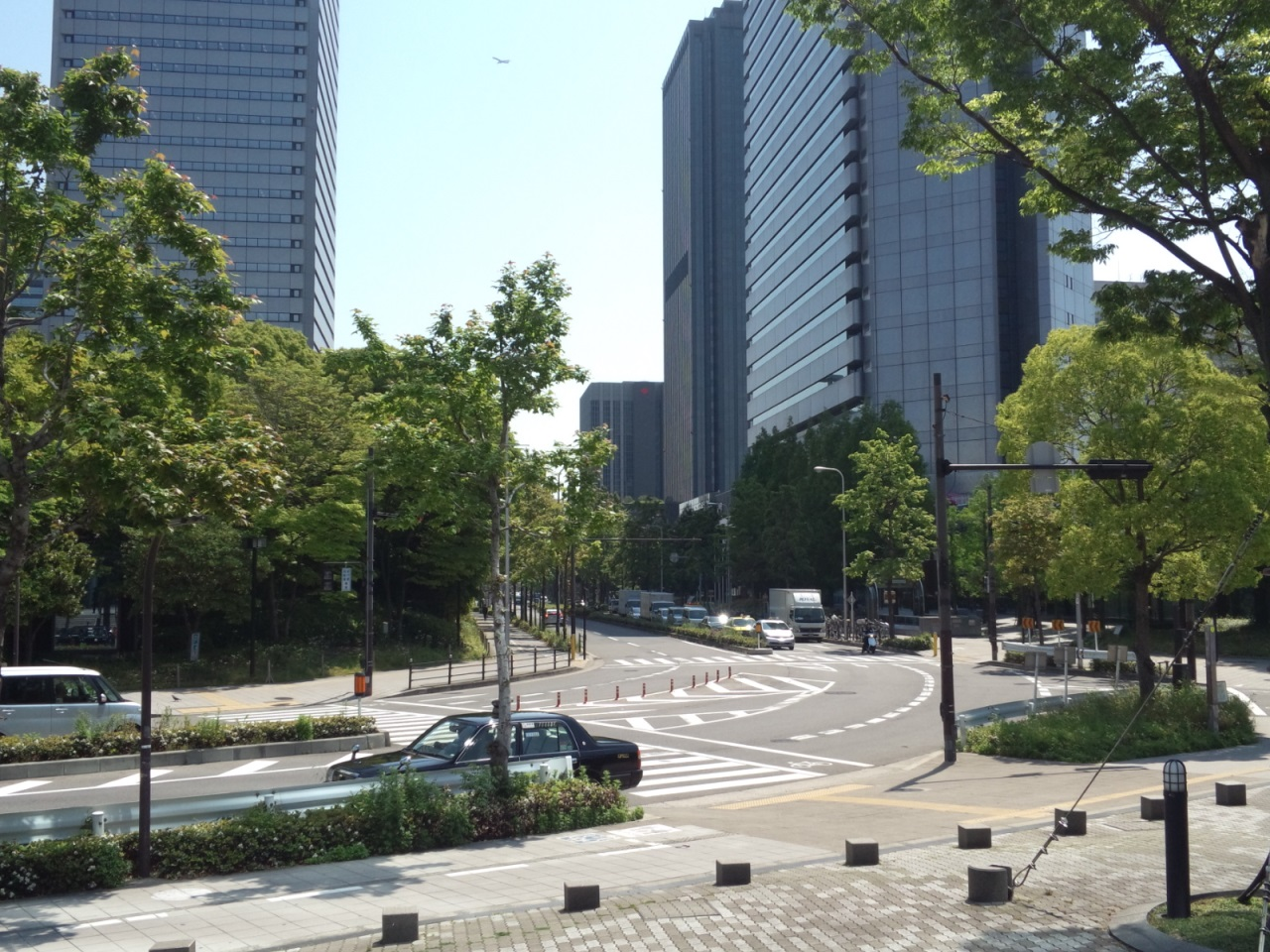
城見1西交差点

| 交差する道路 南← ＜城見通＞ →北                        | 交差する道路 南← ＜城見通＞ →北 | 交差点名   | 所在地 |
| ------------------------------------------------------ | ------------------------------- | ---------- | ------ |
| ＜土佐堀通＞ 府道168号石切大阪線（天満橋・淀屋橋方面） |                                 |            |        |
| -                                                      | 市道赤川天王寺線                | 片町       | 都島区 |
|                                                        | 府道168号石切大阪線             | 片町橋北詰 | 都島区 |
| ＜玉造筋＞ 都計都島阿倍野線                            | ＜玉造筋＞ 都計都島阿倍野線     | 城見1東    | 中央区 |
| 市道上新庄生野線                                       | 市道上新庄生野線                | 鴫野西2    | 城東区 |
| ＜今里筋＞ 市道大阪環状線                              | ＜今里筋＞ 市道大阪環状線       | 鴫野東2    | 城東区 |
| 都計片町徳庵線(通称八剣道路区間) （放出東2方面）       |                                 |            |        |